# シーシュポス: The Myth
『シーシュポス: The Myth』（原題：시지프스: the myth）は、2021年2月17日から4月8日まで大韓民国のJTBCで放送されたテレビドラマである。JTBC10周年特別ドラマ。日本では、Netflixにて配信された。

## 出演
※括弧内は日本語吹替。

### 主要人物
- ハン・テスル：チョ・スンウ[3]（武藤正史）

2020年の韓国に住む天才エンジニア。正体を隠し生きている存在を明かそうとする。
- カン・ソヘ：パク・シネ[4]（清水理沙）

テスルのために遠くて危険な道をさかのぼってきた未来の韓国に住む救援者。

### 周辺人物
- エディ・キム：テ・インホ[5]（大西弘祐）

テスルの親友。「クォンタム・アンド・タイム」の共同創業者。